# Flatina elegantula
Flatina elegantula är en insektsart som beskrevs av Victor Lallemand 1949. Flatina elegantula ingår i släktet Flatina och familjen Flatidae. Inga underarter finns listade i Catalogue of Life.